# Dengta
Dengta (灯塔市S, DēngtǎP) è una città-contea della Cina, situata nella provincia di Liaoning e amministrata dalla prefettura di Liaoyang.